# Община (социальная организация)

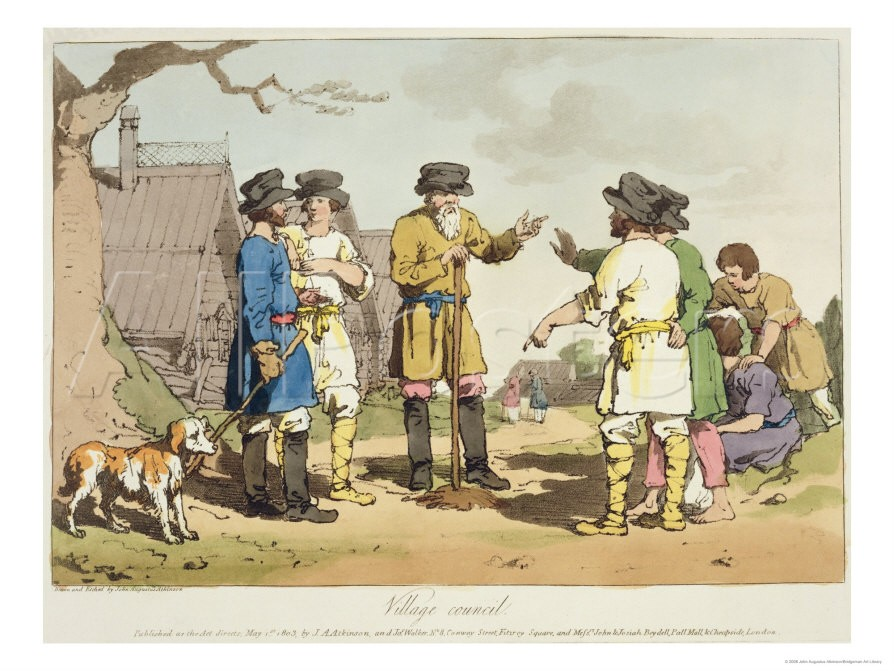
«Сельский совет», художник Дж. А. Аткинсон, конец XVIII века

Общи́на (комму́на) — самоуправляющийся производственный и социально-бытовой коллектив, имеющий надсемейный уровень, основу которого составляют совместное (коллективное) владение и/или распоряжение средствами производства, коллективистские принципы солидарности и взаимопомощи. В доиндустриальных социумах община является базовым социальным институтом и первичной формой экономической и социальной организации непосредственных производителей. Общины делятся по хозяйственно-культурному типу на земледельческую (сельскую, деревенскую, крестьянскую), кочевую (пастбищно-кочевую) и промысловую (общины охотников и рыболовов). В городах действовали ремесленные общины — цеха. В историческом плане выделяются два основных типа общины — первобытная и соседская (территориальная, сельская).